# Gråbröstad tesia
Gråbröstad tesia (Tesia cyaniventer) är en mycket liten asiatisk fågel i familjen cettior inom ordningen tättingar.

## Utseende
Gråbröstad tesia är en mycket liten (9–10 cm), upprätt marklevande sångare som verkar helt stjärtlös. Ovansidan är olivgrön med något blekare hjässa och ljusgrönt ögonbrynsstreck. Undersidan är blekare grå än hos gyllenhättad tesia (Tesia olivea), med nästan vitaktig buk.

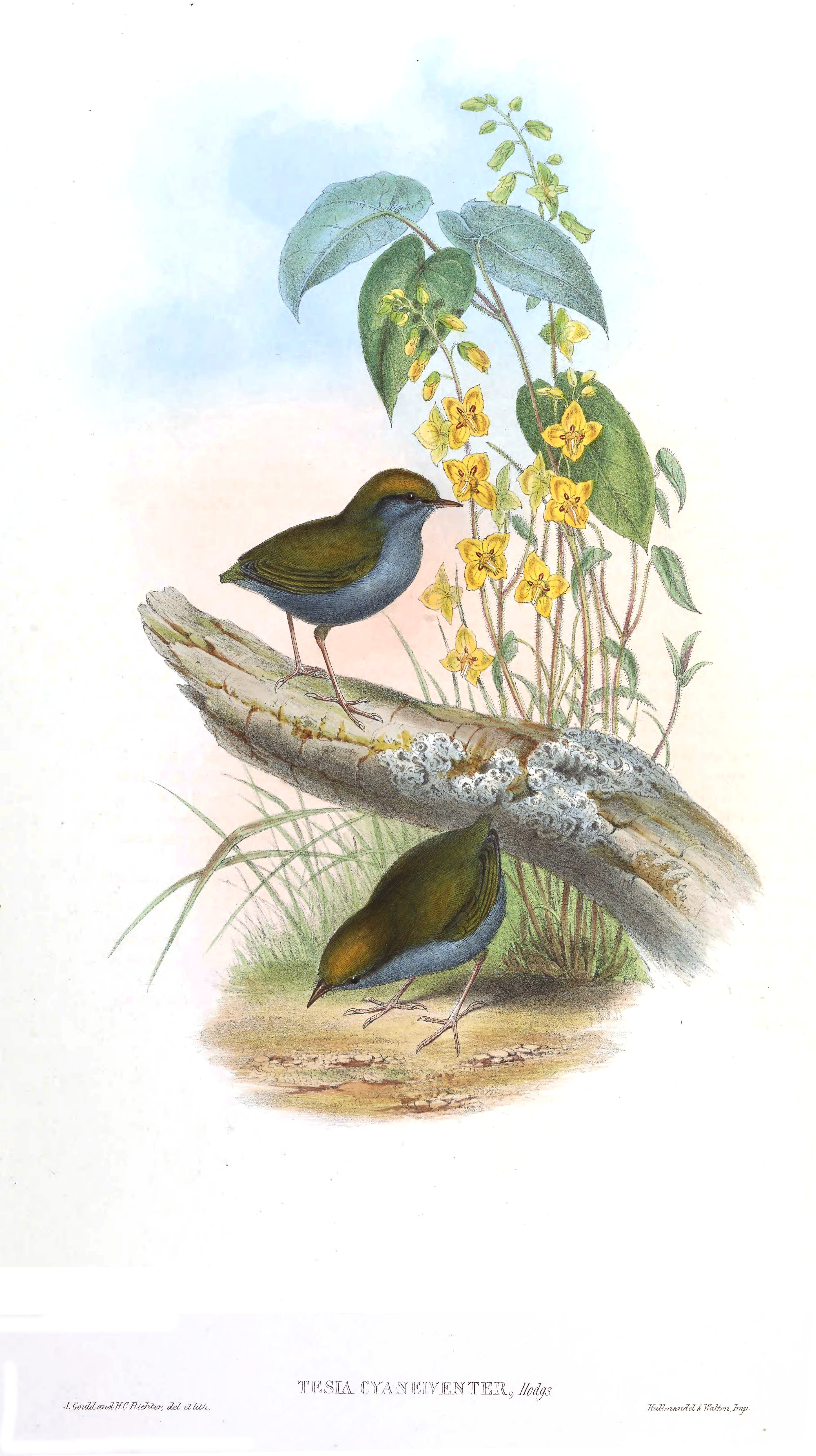

## Läte
Sången består av några få klara, ljusa och klocklika toner, följt av en kort explosion av mörkare ljud.

## Utbredning och systematik
Fågeln förekommer från norra Indien (österut från Uttarakhand) och Nepal österut till södra Kina (sydöstra Xizang, Yunnan, Guangxi och södra Hunan), Bangladesh, Myanmar (förutom centrala och södra delar), nordvästra Thailand, sydvästra Kambodja, norra och södra Laos samt Vietnam (Tonkin, centrala och södra Annam). Den behandlas som monotypisk, det vill säga att den inte delas in i några underarter.

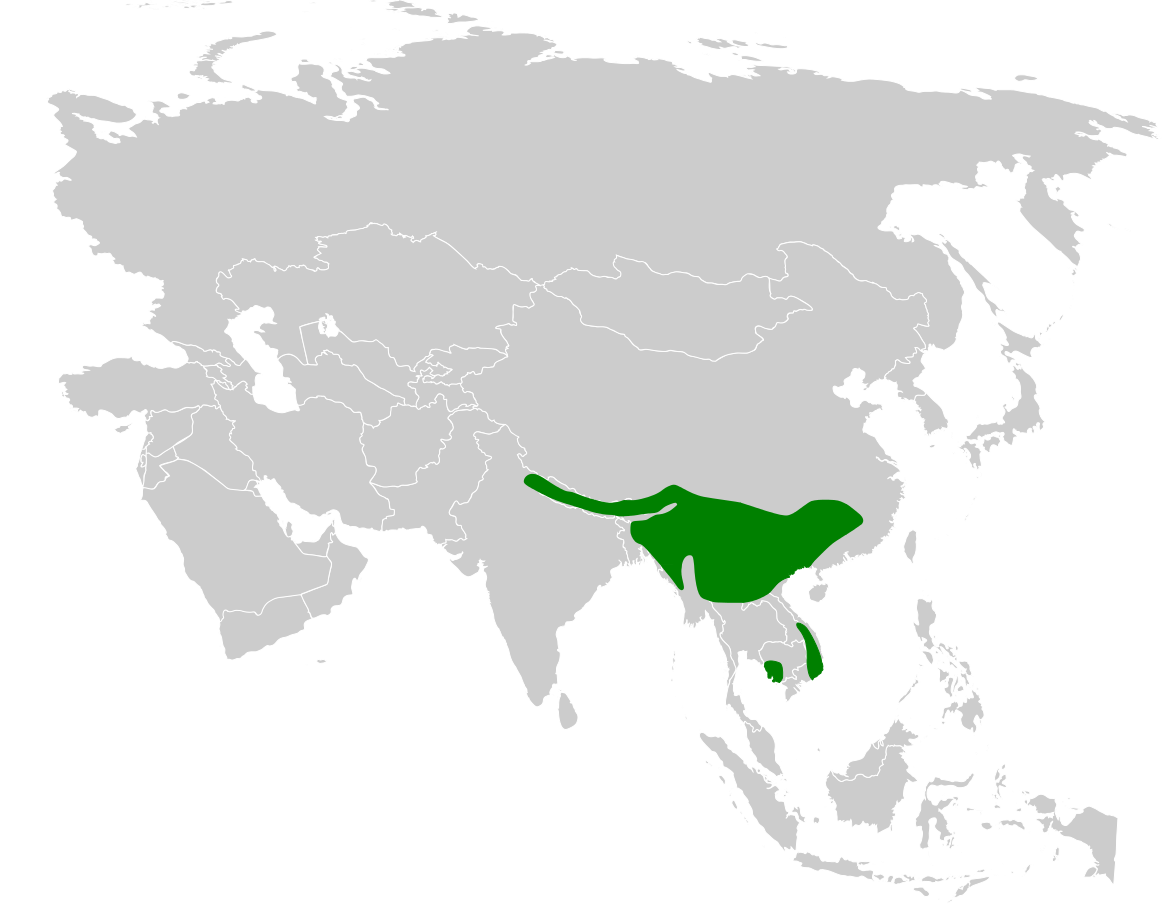
Utbredningsområde för gråbröstad tesia.

### Familjetillhörighet
Gråbröstad tesia placerades tidigare i den stora familjen sångare (Sylviidae). DNA-studier har dock visat att arterna i familjen inte är varandras närmaste släktingar och har därför delats upp i ett antal mindre familjer. Gråbröstad tesia med släktingar förs idag till familjen cettior (Cettiidae eller Scotocercidae) som är nära släkt med den likaledes utbrytna familjen lövsångare (Phylloscopidae) men också med familjen stjärtmesar (Aegithalidae). Även de två afrikanska hyliorna, numera urskilda i egna familjen Hyliidae, anses höra till gruppen.

## Levnadssätt
Gråbröstad tesia förekommer i tät undervegetation i lövskog på mellan 1500 och 2500 meters höjd, företrädesvis bland ormbunkar, nässlor och dvärgväxande bambu i fuktiga dalar. Kunskapen om dess föda är begränsad, men den verkar ta små ryggradslösa djur, framför allt myror och spindlar. Fågeln häckar mellan maj och juli. Den bygger ett klotformat bo av mossa som placeras lågt, mindre än en halvmeter ovan mark. Efter häckning rör den sig till lägre regioner.

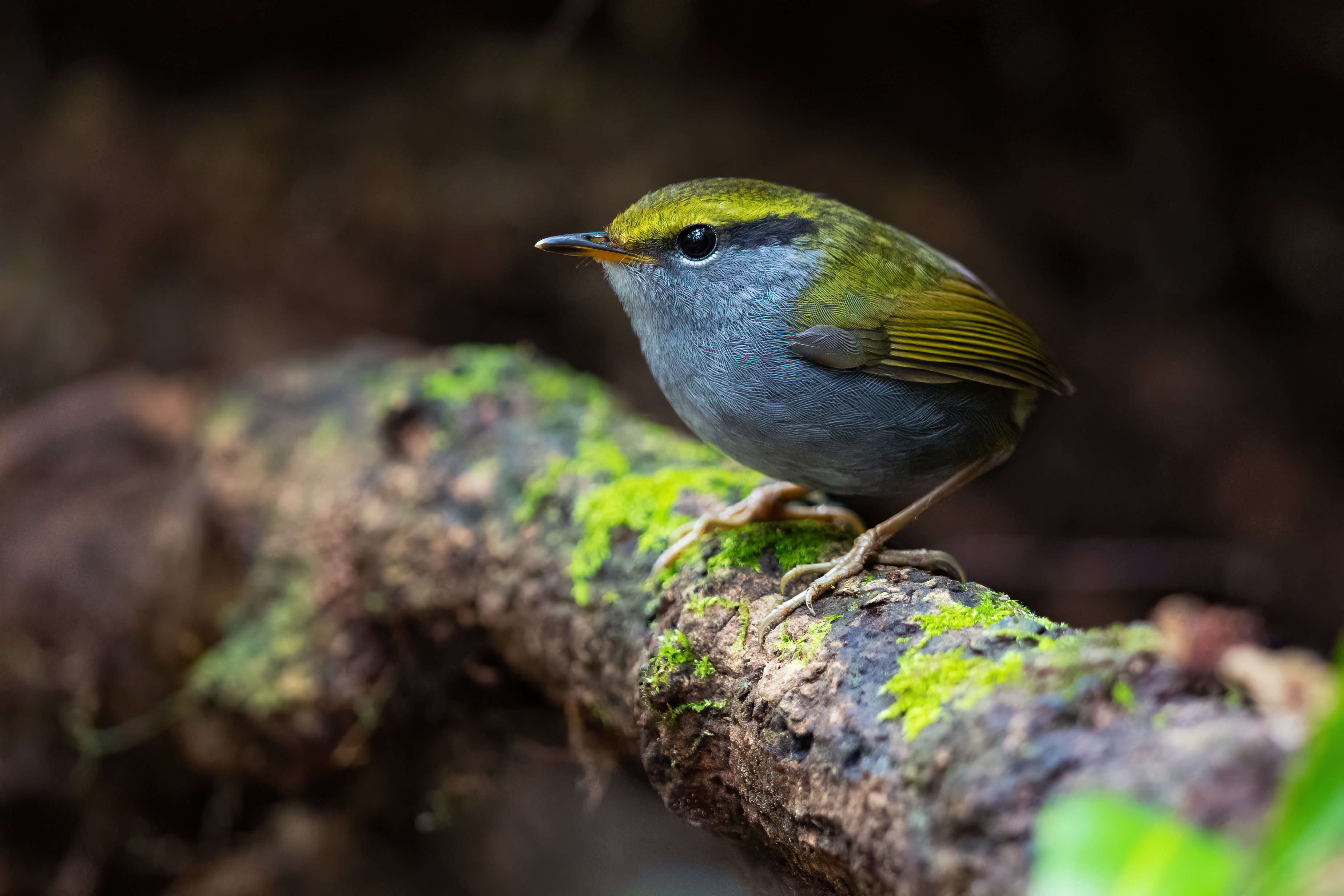

## Status och hot
Arten har ett stort utbredningsområde, men tros minska i antal, dock inte tillräckligt kraftigt för att den ska betraktas som hotad. Internationella naturvårdsunionen IUCN listar arten som livskraftig (LC). Världspopulationen har inte uppskattats men den beskrivs som lokalt vanlig.

## Namn
Tesia kommer från nepalesiska namnet Tisi för arten. På svenska har den även kallats grå tesia.